# Eco de la montaña
Eco de la montaña és un documental mexicà del 2014 sobre Santos de la Torre dirigit per Nicolás Echevarría. Va ser una de les catorze pel·lícules preseleccionades per Mèxic per presentar-se a l'Oscar a la millor pel·lícula de parla no anglesa als Premis Oscar de 2016, però finalment fou seleccionada 600 millas.

## Sinopsi
Aquest documental se centra en l'obra i la vida de l'artista huichol Santos de la Torre, el mural de la qual s'ha exhibit des de la seva inauguració per l'expresident mexicà Ernesto Zedillo el 1997, a l'estació de Palais Royal–Musée du Louvre. Tanmateix, la història que el públic aprèn de Santos és que ni tan sols va ser convidat a la seva presentació i com es va muntar erròniament. Només així com la pel·lícula comença a reflectir l’oblit i la marginació en què viuen Santos i la seva gent al seu propi país.
La càmera d’Echevarría segueix el procés de Santos de la Torre i la seva família ajudant-lo a fer un nou mural que il·lustri la història, la mitologia i les pràctiques religioses del poble huichol i també el seu pelegrinatge a Wirikuta, el lloc sagrat per a ell on va. per demanar permís als seus déus per crear la seva nova obra.

## Recepció
Eco de la montaña fou projectada del 2014 al 2015 a festivals com el Cinéma du Réel, el Festival Internacional de Cinema de Chicago i el Festival Internacional de Cinema de Berlín. Al Festival de Cinema de Chicago, on va ser guardonat com a millor documental, una ressenya de The Focus Pull deia: "La pel·lícula d'Echevarría és poderosa en revelar les històries i els pensaments que informen d'una sola peça d'art que, sens dubte, es transposarà a les noves cultures. És tant un document d'èxit sobre la creació d'una obra d'art afectiva, com una obra d'art que afectava ". Jay Weissberg de Variety va celebrar la cinematografia del documental escrivint" núvols reflectits en bassals, paisatges impressionants, indescriptibles calidesa de les cares arrugades: totes aquestes són capturades amb amor mitjançant un ús magistral de l'enquadrament i un ús sofisticat de rangs focals ". Clarence Tsui, de The Hollywood Reporter, també va escriure: "El documental d'Echevarria recull la seva vida i la seva cultura huichol de forma vívida i poètica amb algunes càmeres fluides. Amb tota la peça que gira al voltant del procés de fabricació d'un nou mural de la Torre, Echo of the Mountain s'assembla un ritual en si mateix ".

## Guardons
| Premi                                           | Any  | Categoria                       | Receptor(s)                                                 | Resultat  |  |
| ----------------------------------------------- | ---- | ------------------------------- | ----------------------------------------------------------- | --------- |  |
| Festival de Cinema d'Abu Dhabi                  | 2014 | Millor llargmetratge documental | Nicolás Echevarría                                          | Nominat   |  |
| Premi Ariel                                     | 2015 | Millor llargmetratge documental | Nicolás Echevarría                                          | Nominat   |  |
| Premi Ariel                                     | 2015 | Millor banda sonora             | Mario Lavista                                               | Nominat   |  |
| Festival Internacional de Cinema de Chicago     | 2014 | Millor documental               | Nicolás Echevarría                                          | Guanyador |  |
| Cinéma du Réel                                  | 2014 | Cinéma du Réel Award            | Nicolás Echevarría                                          | Nominat   |  |
| DocsDF                                          | 2014 | Millor documental mexicà        | Nicolás Echevarría, José Alvarez, Julio Chavezmontes, Piano | Guanyador |  |
| Festival Internacional de Cinema de Guadalajara | 2014 | Millor llargmetratge mesicà     | Nicolás Echevarría                                          | Guanyador |  |
| Festival Internacional de Cinema de Guadalajara | 2014 | Milor pel·lícula iberoamericana | Nicolás Echevarría                                          | Guanyador |  |
| Festival Internacional de Cinema de Guadalajara | 2014 | Special Jury Award              | Nicolás Echevarría, José Alvarez, Julio Chavezmontes, Piano | Guanyador |  |
| Festival de Cinema Llatinoamericà de Lima       | 2014 | Premi especial del jurat        | Nicolás Echevarría, José Alvarez, Julio Chavezmontes, Piano | Guanyador |  |
| Fenix Film Awards                               | 2014 | Millor documental               | Nicolás Echevarría, José Alvarez, Julio Chavezmontes, Piano | Nominat   |  |